# Дольское
Дольское — деревня в Малоярославецком муниципальном районе Калужской области России. Входит в состав сельского поселения «Деревня Прудки».
В 1914 году в селе Дольском Башмаковской волости Малоярославецкого уезда Калужской губернии проживало 63 мужчины и 86 женщин (149 человек). В селе располагалась земская школа.

## География
Деревня находится в северной части региона, в зоне хвойно-широколиственных лесов, в пределах центральной части Восточно-Европейской равнины, вдоль автодороги 29Н-282.

### Климат
Климат характеризуется как умеренно континентальный, с тёплым влажным летом и мягкой снежной зимой. Среднегодовая многолетняя температура воздуха составляет 3,5 — 4 °С. Средняя температура воздуха самого тёплого месяца (июля) — 17 — 18 °C (абсолютный максимум — 38 °C); самого холодного (января) — −10 °C (абсолютный минимум — −46 °C). Безморозный период длится в среднем 149 дней. Среднегодовое количество атмосферных осадков составляет 654 мм, из которых 441 мм выпадает в тёплый период. Снежный покров держится в течение 130—145 дней.

## Население
| 1914 | 2002 | 2010 |
| ---- | ---- | ---- |
| 149  | ↘55  | ↘34  |

### Национальный состав
Согласно результатам переписи 2002 года, в национальной структуре населения русские составляли 98 % из 55 чел.

## Известные уроженцы, жители
Баженов, Василий Иванович — русский архитектор, теоретик архитектуры и педагог, представитель классицизма, зачинатель русской псевдоготики, масон. Член Российской академии (1784), вице-президент Академии художеств (1799). Действительный статский советник (1796).

## Инфраструктура
Личное подсобное хозяйство.
Основа экономики — сельское хозяйство.

## Достопримечательности
Памятник, мемориал архитектору В. И. Баженову

## Транспорт
Деревня доступна автотранспортом. Остановка общественного транспорта «Дольское».